# Кларенс Бердсай
Кларенс Франк Бердсай II (9 грудня, 1886 — 7 жовтня, 1956) — американський винахідник, людина, що придумала сучасну заморожену їжу.

## Біографія
Бердсай працював у Нью-Мексико та Аризоні "асистентом натураліста". Ця робота полягала в знищенні койотів. Він також працював у Монтані, де у 1910 та 1911 роках, Бердсай зловив декілька малих ссавців для досліджень. Далі він працював у Лабрадорі (тепер Канада), де його зацікавило збереження їжі заморозкою, особливо дуже швидкою. Він помітив що при температурі −40 °C риба замерзає майже миттєво, а потім якщо її розморозити, то вона буде смачною та свіжою.

## Смерть
Бердсай помер 7 жовтня, 1956 року від серцевого нападу у готелі Грамерсі Парк. Йому було 69 років. Кларенс Бердсай був кремований, та його попіл був розпорошений над морем.

## Подальше читання
- «Clarence Birdseye» — Food Engineering. September 2003. p. 66.
- About.com biography
- History of Rocky Mountain Labs, National Institute of Allergy and Infectious Disease
- Birdseye, Clarence & Eleanor G. (1951). Growing Woodland Plants. New York: Dover Publications, Inc.
- Mark Kurlansky (2012). Birdseye: The Adventures of a Curious Man. Doubleday. с. 272. ISBN 978-0385527057.